# 加工乳
加工乳（かこうにゅう）は、生乳（牛乳）を主原料とし、低価格の実現を目的として、脱脂粉乳、クリーム、バターなどの、規定された乳製品を加え、消費者の嗜好に合わせて加工されたもの。
食品衛生法に基づく「乳及び乳製品の成分規格等に関する省令」（略称・乳等省令）、および公正取引委員会の認定する業界団体である全国飲用牛乳公正取引協議会が定める「飲用乳の表示に関する公正競争規約」で規定されている。
乳製品以外の成分が加えられていない点が、乳飲料と異なる。

## 概要
成分調整牛乳では、製品の原料となる牛乳から分離した脂肪分などをバターやチーズなどの加工品に転用できる分だけ、牛乳よりも価格が安くなるが、加工乳ではさらに、脱脂粉乳やバターなどを混ぜることができるため、いっそうの低価格化が実現できる。
製品パッケージには「加工乳」の表示が義務付けられているが、「ミルク」という表示など一見すると無調整の牛乳と見分けが付かないものが多い。
雪印集団食中毒事件発生前までは、一定の成分を満たしていれば、商品名に「牛乳」と命名することが可能であったが（特濃牛乳など）、発生後の2001年に公正競争規約が改正され、商品名に「牛乳」は使用できなくなっている。

## 加工乳の種類
- 低脂肪乳 - 通常より脂肪分を減らしたもの。ローファット。
- 特濃牛乳・濃厚牛乳 - クリームやバターを加えて、通常より脂肪分を増やしたもの。